# 皮珀爾斯岩
皮珀爾斯岩（英語：Peoples Rocks）是南極洲的岩石，位於昂韋爾島對岸的懷利灣，處於諾瑟爾角東北面，現時由南極條約體系管理。